# Institut du radium
L’Institut du radium était un laboratoire de recherche sur la radioactivité créé en 1909 par la faculté des sciences de Paris et l’institut Pasteur au  1 rue Pierre-Curie, dans le 5e arrondissement de Paris. Des structures à son origine, il a conservé la double orientation, celle de la recherche en physique et en chimie et celle de l’étude biologique et physiologique des effets de la radioactivité.

## Histoire

### Origines
En 1906, alors que Pierre Curie vient de mourir, la comtesse Greffulhe suggère à Louis Liard, le vice-recteur que soit alloué à Marie Curie un nouveau laboratoire pleinement consacré à la radioactivité, remplaçant le laboratoire de la rue Cuvier dans lequel, jusque-là avec Pierre, ils menaient leurs expériences.
En 1908, les premières ébauches de plan sont fournies à la comtesse Greffulhe par Marie Curie. L’institut Pasteur entend lui aussi construire un laboratoire destiné à l’étude de la radioactivité et de ses applications thérapeutiques et y « attirer » Marie Curie.
L’année suivante, afin aussi de concurrencer d’autres pays, tels l’Autriche et les États-Unis qui mettent sur pied les premiers centres destinés à étudier la radioactivité et ses possibles applications, l’idée de la création d’un Institut du radium se précise. Le projet d’une collaboration entre la faculté des Sciences de Paris et l’institut Pasteur est soumis à Émile Roux, directeur de ce dernier. Cette initiative permettrait ainsi un lien étroit entre recherche fondamentale et recherche médicale, le radium ayant déjà montré des résultats dans des applications médicales. La décision de mettre en place, à frais communs, un nouveau laboratoire, l’Institut du radium, est adoptée en décembre 1909 par le conseil de l’université de Paris et le conseil d’administration de l’institut Pasteur.

### Organisation
Cette structure, composée de deux entités (le laboratoire Curie pour la recherche en physique et en chimie et le laboratoire Pasteur pour la recherche en biologie) est ainsi définie comme destinée « à la fois aux recherches sur les phénomènes de radioactivité et à l’étude de l’application de ces phénomènes aux maladies » et dirigée de manière bicéphale par le ou la titulaire de la chaire de physique créée pour Pierre Curie à la faculté des sciences et par l’institut Pasteur. Son conseil d’administration sera également représentatif de la double appartenance de ce nouvel Institut : pour la faculté des sciences, Marie Curie devient donc directrice du laboratoire Curie de recherches physico-chimiques et Claudius Regaud est nommé par l’institut Pasteur, directeur du laboratoire Pasteur pour les recherches biologiques.

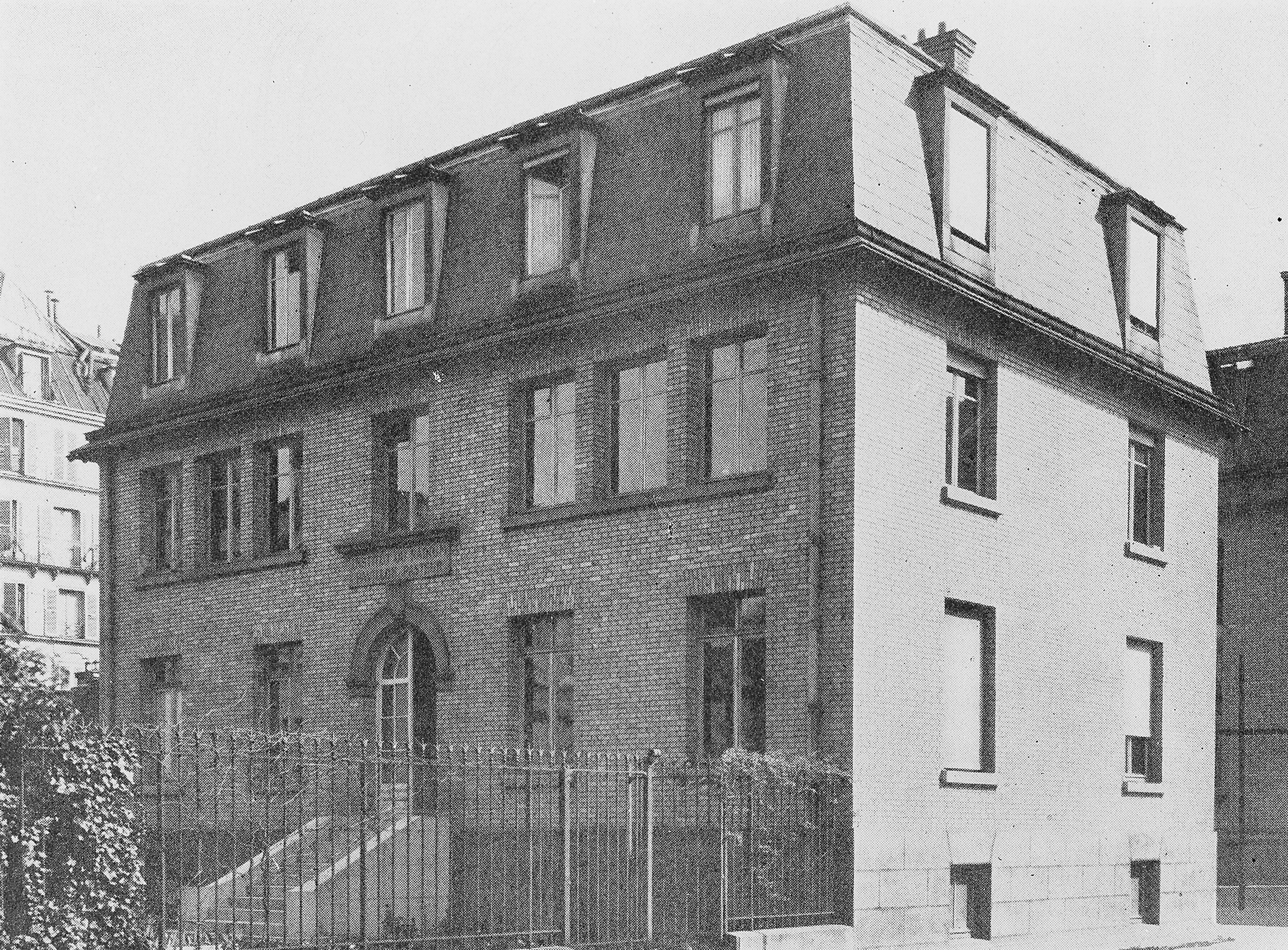
Laboratoire de radio-physiologie du pavillon Pasteur à l'Institut du radium financé par Osiris. Photo de 1929, Paris.

En 1910, un décret en date du 10 mars attribue 100 000 francs à l’université à cette fin. L’institut Pasteur peut quant à lui compter sur la fortune de l'ancien financier devenu philanthrope Daniel Iffla (dit « Osiris ») qui lui a en grande partie été léguée, pour financer son projet.
Les travaux débutent en 1911 après une concertation entre Marie Curie, Claudius Regaud et l'architecte Henri-Paul Nénot sur les plans des futurs locaux et sont achevés en juillet 1914, à la veille de la guerre, repoussant leur réelle mise en service à la fin de celle-ci. Durant le conflit, le tout nouveau laboratoire ne reste pas inutilisé et Marie Curie met notamment à profit ses locaux afin de former des infirmières à la pratique de la radiologie médicale.

### L’Institut du radium et la recherche sur le cancer
Dans l’après-guerre, dans un contexte où la question de la lutte contre le cancer devient une préoccupation sanitaire centrale en France, l’orientation des recherches de l’Institut du radium s’en trouve infléchie. La volonté de ses directeurs, Marie Curie et Claudius Regaud est désormais de faire de l’Institut une structure centrale dans l’étude de la radioactivité et ses applications, au premier rang desquelles la radiumthérapie (ou curiethérapie), alors en plein essor.
L’institut Pasteur met à disposition dans son hôpital une salle de consultation et des lits en juillet 1919. Mais le nombre de patients toujours croissant fait rapidement apparaître la nécessité de l’allocation de nouveaux locaux au laboratoire de biologie médicale de l’Institut du radium (laboratoire Pasteur) notamment pour permettre des consultations et traitements.
La décision est prise en 1920 de lancer, à cette fin, une campagne de subvention mais cette demande est déboutée car l’Institut du radium ne dispose pas de la personnalité civile l’habilitant à percevoir des fonds. Dans le but de pallier cet inconvénient, est créée fin 1920 la fondation Curie, grâce à une dotation de Henri de Rothschild (industriel du radium). La fondation, reconnue d’utilité publique le 27 mai 1921, est destinée à « contribuer à l’activité et au développement de l’Institut du radium» et au développement des applications biologiques et médicales des rayonnements. En 1921, un appel aux dons est lancé afin de financer l’achat de bâtiments contigus à l’Institut du radium et d’y créer un hôpital, spécialisé dans le traitement des cancers.
Grâce aux fonds réunis, un dispensaire est créé rue d’Ulm en 1922 permettant les traitements en radiumthérapie ainsi qu’en röntgenthérapie (rayons X). Puis dans les années 1930, des laboratoires destinés à la thérapeutique et un hôpital (au 12 rue Lhomond) sont édifiés. Signe d’une importance toujours croissante donnée au traitement du cancer, une nouvelle section hospitalière s’installe rue d’Ulm en 1956 avant la création en 1960 du grand hôpital Claudius-Regaud, sur le terrain de l’ancien dispensaire du 26 rue d’Ulm.

### Expansion

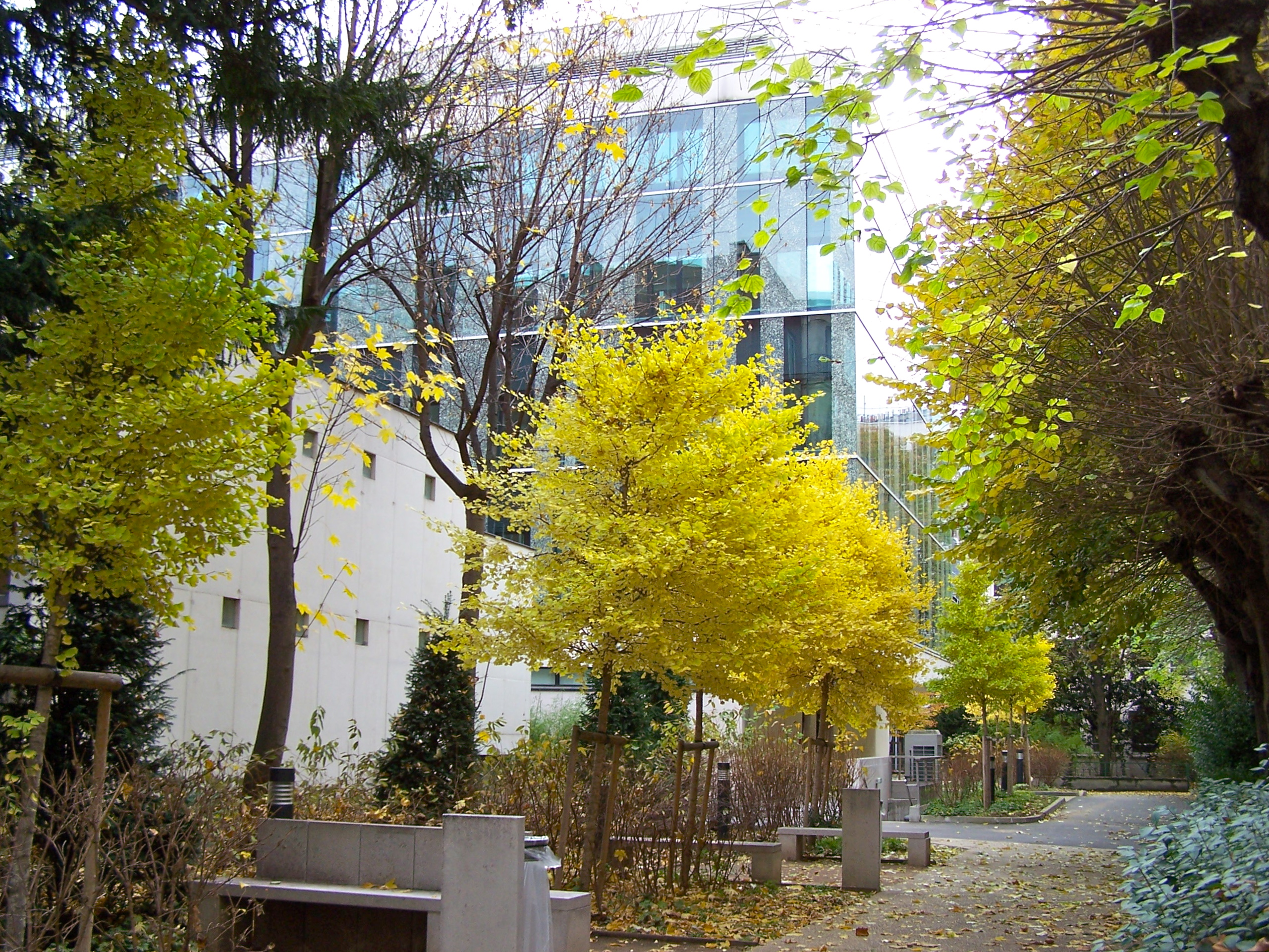
Centre de recherche Biologie du développement et Cancer en 2013, Institut Curie.

Dans les années 1940, Irène Joliot-Curie, désormais à la tête du laboratoire Curie, requiert auprès de l'université de Paris une expansion de l'Institut du radium. De nouveaux locaux lui sont alloués, dans un premier temps pour la recherche fondamentale, à Orsay (futur Institut de physique nucléaire), réitérant, après Arcueil en 1928, une extension hors les murs de Paris. Ces locaux répondent en effet à l'exigence d'espace requise par les nouveaux engins et le matériel de pointe (tel un synchrocyclotron) destinés à la poursuite des recherches en physique nucléaire. Ceux-ci sont mis en service en 1958, peu après la mort d'Irène Joliot-Curie. En 1960, une convention entre l'institut Pasteur et l'université de Paris ouvre une subvention destinée à la construction à Orsay de laboratoires de radiobiologie et de cancérologie pour le laboratoire Pasteur.

### De l'Institut du radium à l'institut Curie
En 1970, l'Institut du radium et la fondation Curie fusionnent, mais ce n'est que huit ans plus tard, avec la rédaction de nouveaux statuts en 1978 que la structure prend le nom d'institut Curie.

## Direction

### Direction du laboratoire de physique et de chimie de l'Institut du radium (laboratoire Curie)
- 1914-1934 : Marie Curie
- 1935-1945 : André Debierne
- 1945-1956 : Irène Joliot-Curie
- 1956-1958 : Frédéric Joliot-Curie
- 1959-1970 : Jean Teillac

### Direction du département de radiophysiologie de l'Institut du radium (laboratoire Pasteur)
- 1914-1937 : Claudius Regaud
- 1937-1954 : Antoine Lacassagne
- 1954-1977 : Raymond Latarjet

## Scientifiques ayant travaillé à l'Institut du radium
- Gaston Berthier
- Marietta Blau
- Paul Bonét-Maury
- Harriet Brooks
- Catherine Chamié
- Sonia Cotelle
- Oscar D'Agostino
- Raymond Daudel
- Georges Destriau
- Moshe Feldenkrais
- René Ferroux
- Marcel Frilley
- Wolfgang Gentner
- Bertrand Goldschmidt
- Raymond Grégoire
- Moïse Haissinsky
- He Zehui
- Fernand Holweck
- Antonia Elisabeth Korvezee
- Éliane Montel
- Pattipati Ramaiah Naidu
- Marguerite Perey
- Alexandru Proca
- Qian Sanqiang
- Eva Ramstedt
- Juan A. del Regato (en)
- Jean-Louis Roux-Berger
- Nicolas Samssonow
- Jean Surugue
- Manuel Marques Teixeira (pt)
- Mário Augusto da Silva (pt)
- Branca Edmée Marques (pt)
- Manuel Valadares (pt)
- Laima Griciūtė

## Musée Curie
En lieu et place de l’ancien Institut du radium, se trouve aujourd’hui le musée Curie, dans le campus Pierre-et-Marie-Curie (Val-de-Grâce).